# Madjare, Sofia
Madjare (în bulgară Маджаре) este un sat în comuna Samokov, regiunea Sofia,  Bulgaria. 

## Demografie
Componența etnică a satului Madjare
     Bulgari (94,68%)
     Nicio identificare (5,31%)
     Altele (0%)
La recensământul din 2011, populația satului Madjare era de 301 locuitori. Din punct de vedere etnic, majoritatea locuitorilor (94,68%) erau bulgari. Pentru 5,31% din locuitori nu este cunoscută apartenența etnică.